# Gladiolus salteri
Gladiolus salteri är en irisväxtart som beskrevs av Gwendoline Joyce Lewis. Gladiolus salteri ingår i släktet sabelliljor, och familjen irisväxter. Inga underarter finns listade i Catalogue of Life.